# Histoire des Maldives

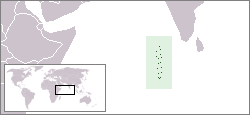
Les Maldives

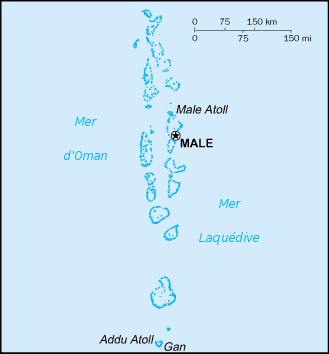
Géographie des Maldives

Cet article présente les faits saillants de l’histoire des Maldives, un pays d'Asie du Sud-Ouest constitué de 1 199 îles, dont 202 habitées, situées à environ 451 kilomètres au sud de l'Inde : 298 km2 pour environ 400 000 habitants en 2020 (pour 200 000 en 1987), Maldiviens, parlant principalement le maldivien .

## Formation
L'extraordinaire disposition des îles et leur nombre véritablement impressionnant sont directement liés à l'origine même de l'archipel, dans une grande mesure due à l'action des polypes corallifères. Il s'agit en effet de véritables bancs et récifs de corail, qui pour la plupart se sont développés selon la caractéristique structure en atoll. Ce terme, qui désigne une typique disposition en anneau de la ligne côtière, dérive d'un mot d'origine maldivienne (atholhu).

## Avant 1500

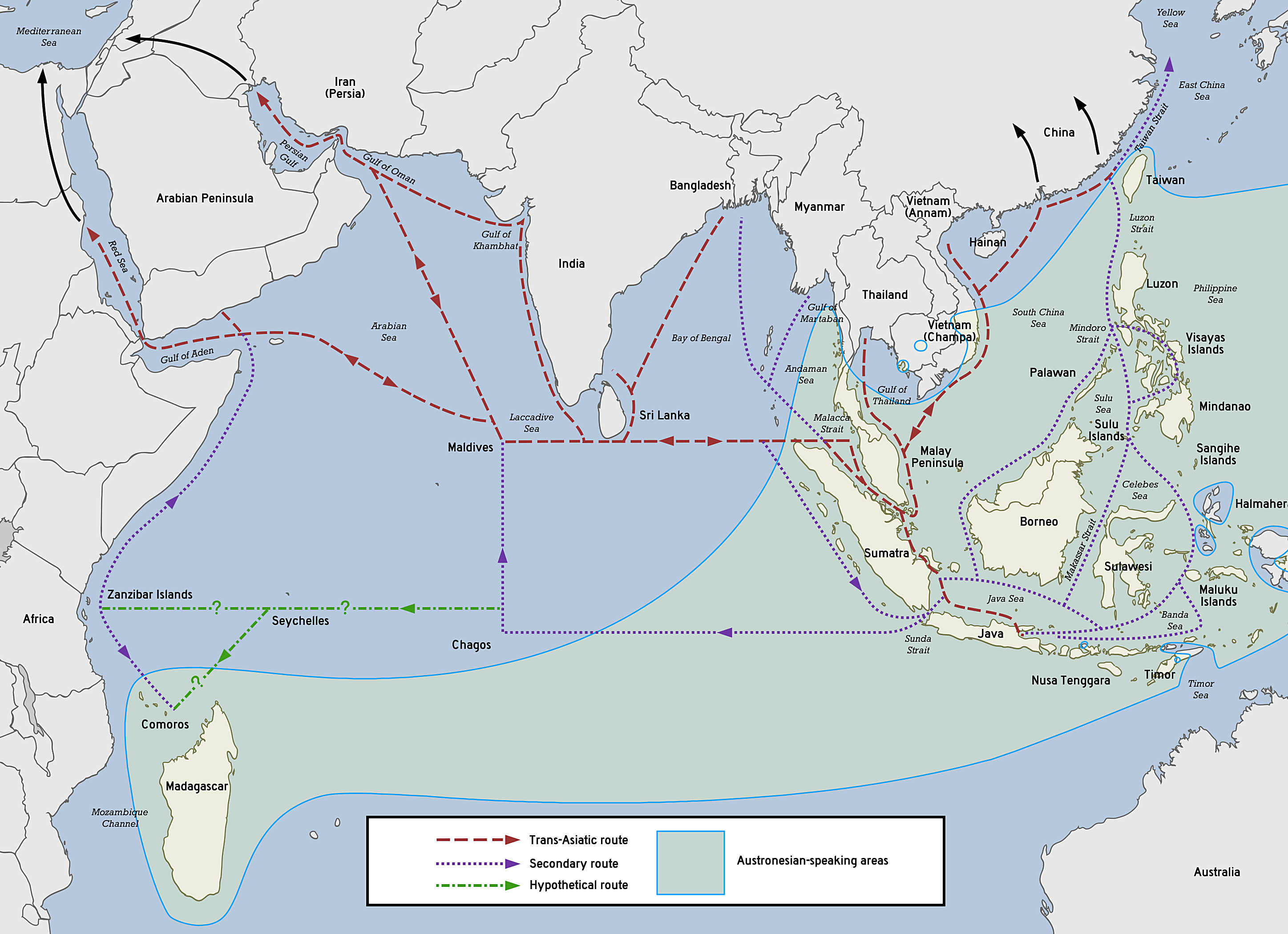
Routes maritimes de l'Océan Indien ancien

Les premiers témoignages d'habitats remontent aux VIe et Ve siècles av. J.-C. mais différentes légendes et théories scientifiques, en partie appuyées par des vestiges archéologiques, avancent l'hypothèse que les îles pourraient avoir été habitées un millénaire plus tôt. L'on trouve des témoignages écrits dignes de foi ayant trait à ces îles, laissés au Ier siècle apr. J.-C. par Ptolémée (qui dénombre 1378 îles), au IVe siècle apr. J.-C., par Pappus d'Alexandrie et Scholastique de Thèbes, et au VIe siècle apr. J.-C. par un autre Alexandrin, Cosmas Indicopleustès.
Les premiers peuplements sont probablement d'origine indienne, dravidienne (du Kerala et/ou de Ceylan).
L'histoire des îles Maldives (Divehi Rajje) remonte à plus de 2000 ans, avec une longue période bouddhiste.
Le pays compte plus de mille îles et atolls de corail distribués comme un collier de perles au milieu de l'Océan Indien, au sud-ouest du Sri Lanka. 
Malé, l'île du roi, étant une escale pratique, elle est très tôt connue des marchands arabes et selon les sources, le voyageur marocain Abu Barakaat Yusuf al-Barbari ou Sheikh Yusuf Shamsuddin, un érudit de Tabriz, sont crédités pour la conversion de l'archipel. Des liens culturels et commerciaux de plus en plus étroits avec le monde arabe ont comme conséquence l'établissement d'un sultanat le 7 juillet 1153. 
Cependant, plusieurs siècles sont nécessaires pour que l'islam devienne prépondérant sur les nombreuses îles et dans toute la société maldivienne.
Durant une longue période difficile à dater, les Maldives servent de banque à tous les pays de l'océan Indien utilisant le cauri (coquilles du mollusque Monetaria moneta) comme monnaie, encore aujourd'hui symbole du Rufiya maldivien.
L'arrivée des Portugais au XVIe siècle et des monnaies métalliques fait que cet usage tombe en désuétude.
L'explorateur chinois musulman Zheng He, dans son expédition de 1413-1415, visite la région.
- Navigation dans l'Antiquité, histoire du commerce dans l'océan Indien, histoire du commerce des épices
- Indosphère
  - Système des castes aux Maldives (en)
  - Bouddhisme aux Maldives (en), sans doute via le royaume indien de Kalinga, à l'époque de la dynastie Chola
- Échanges commerciaux entre la Rome antique et l'Inde, Périple de la mer Érythrée

## Colonisation européenne (1558-1965)
- Colonie portugaise (1498-1545)
- Protectorat de Ceylan portugais (1597-1658), de Ceylan néerlandais (1640-1796), de la France (République batave, 1795-1806), de Ceylan britannique (1796/1802-1948)

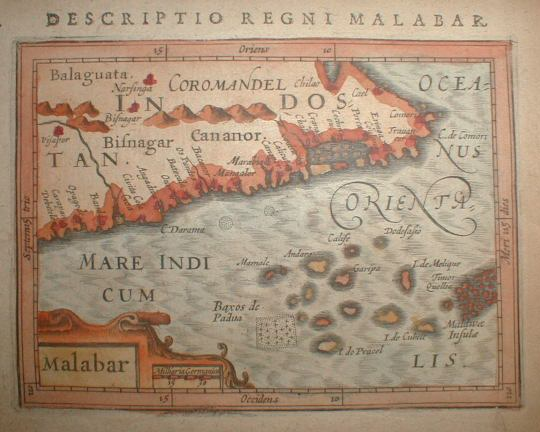
Abraham Ortelius, 1580~
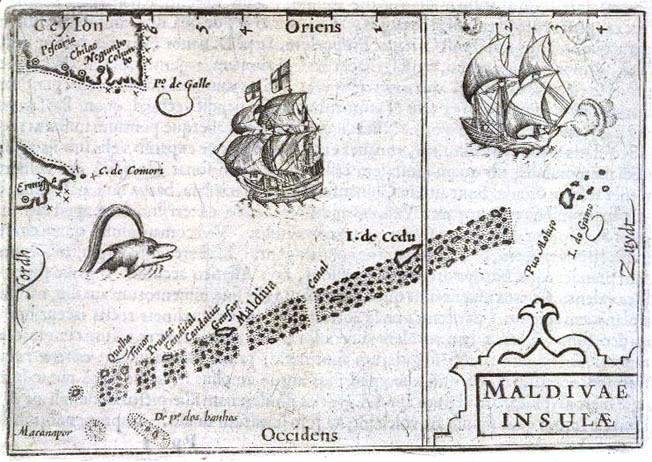
Pierre Bertius, 1598
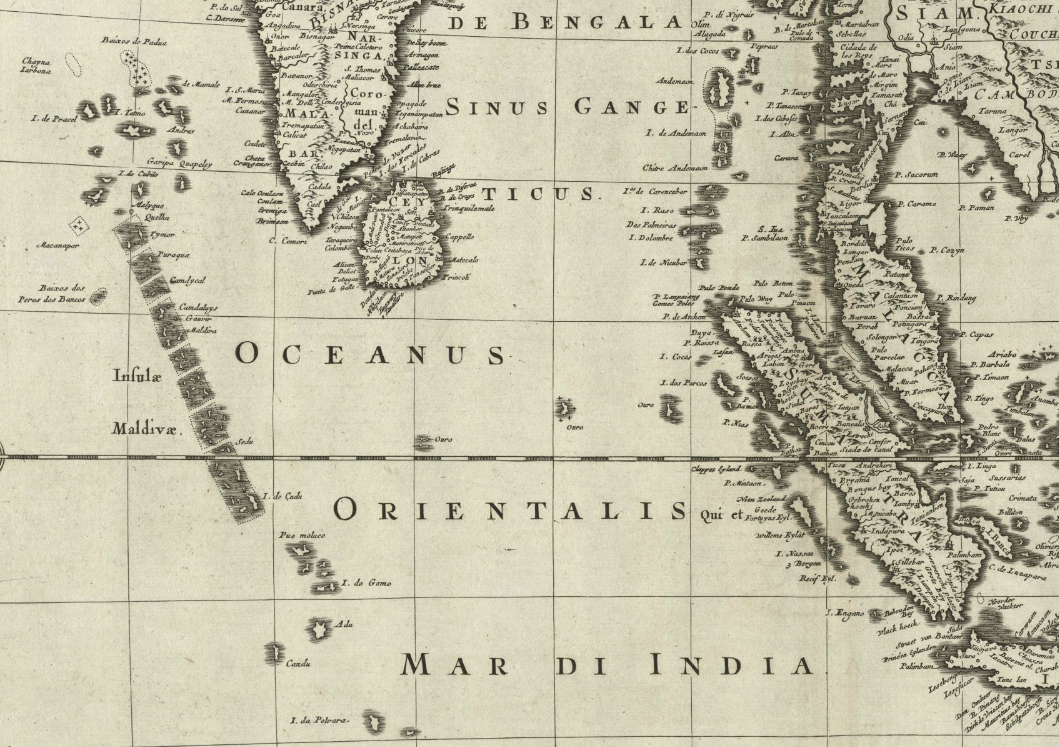
Frederik de Wit, 1662
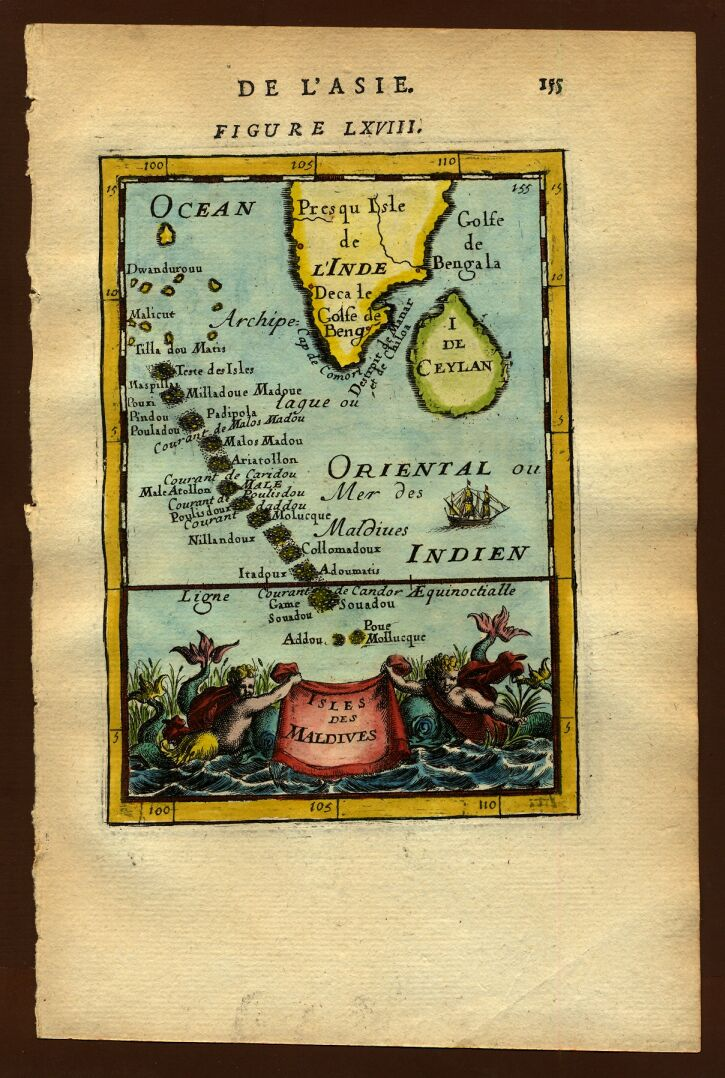
Alain M. Mallet, 1683
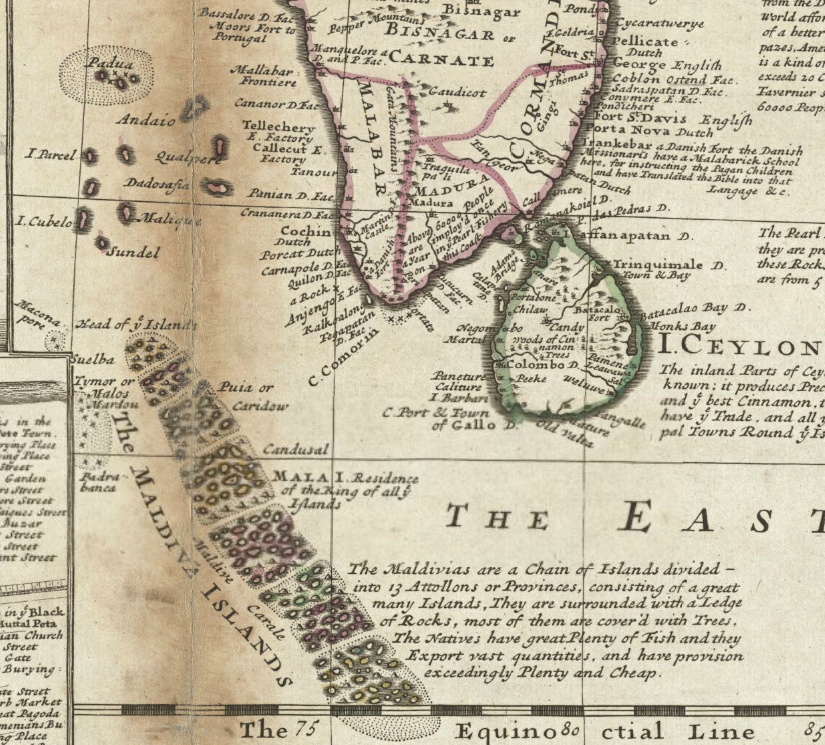
Herman Moll, 1720

Mare clausum ibérique.

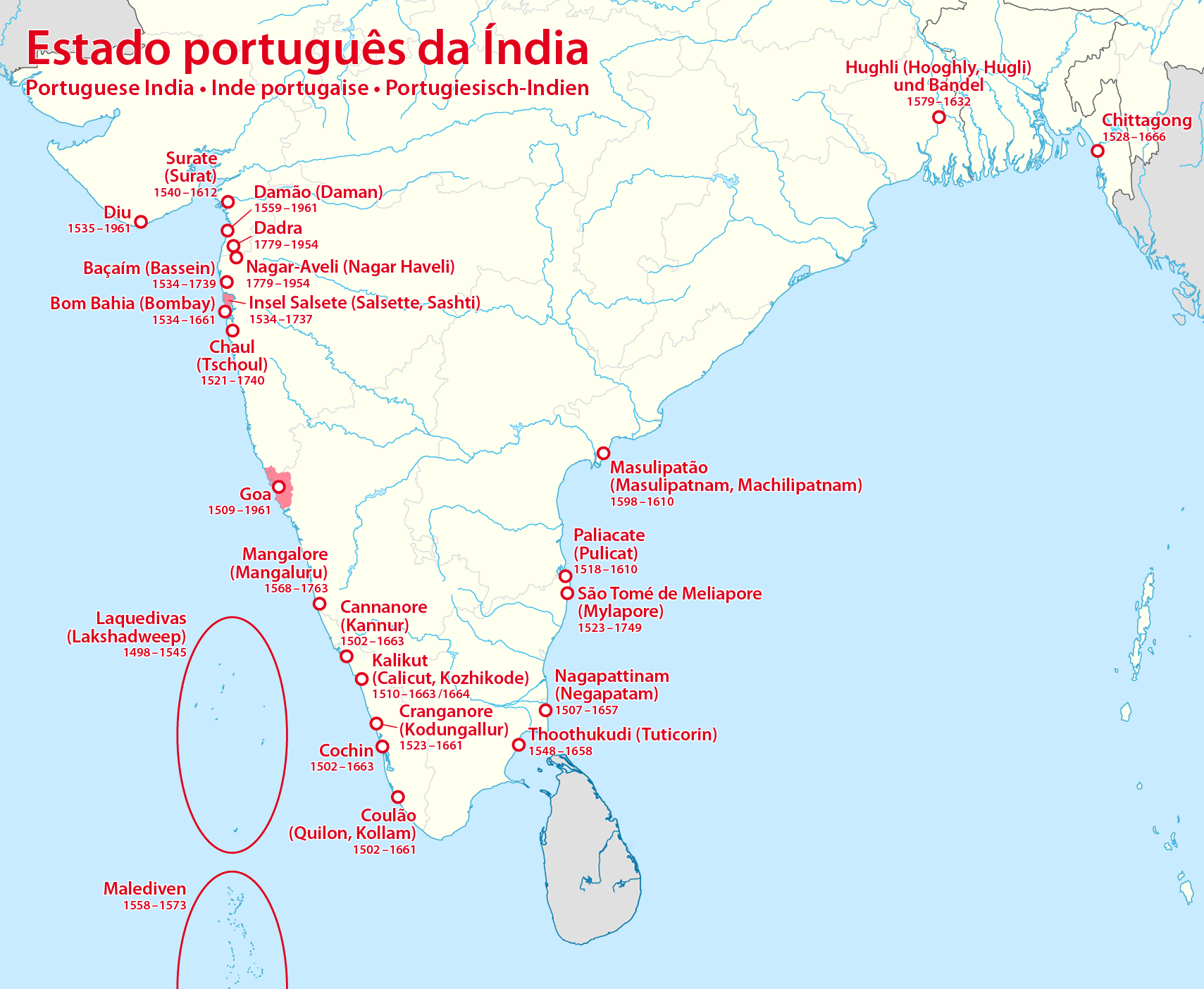
Inde portugaise.

Des mesures vigoureuses sont alors prises par les sultans afin de supprimer les croyances et les pratiques non musulmanes, mesures qui vont jusqu'à la réécriture de l'histoire et le désaveu de l'héritage pré-islamique des îles. 
Néanmoins, les sultans continuent à employer des titres antiques en sanskrit jusqu'au milieu du XXe siècle.
Au cours des siècles, les îles sont visitées.
Leur développement est influencé par les marins des pays de la mer d'Arabie et du littoral de l'océan Indien. 
Les pirates Mopla de la côte de Malabar - actuellement l'État du Kerala en Inde - en font un théâtre de leurs actions.
L'archipel est abordé pour la première fois par un européen en 1506 : l'explorateur portugais Lourenço de Almeida.
Le sultanat est attaqué par les Portugais en 1558 qui y bâtissent un comptoir à Malé. L'occupation portugaise, particulièrement dure et violente selon certaines sources, provoque plusieurs tentatives de rébellion, qui réussissent enfin grâce aux héroïques hauts-faits des trois frères Thakurufaan ; tandis que l'aîné est capturé et mis à mort, les deux autres mettent en œuvre une sorte de guérilla qui contraint les envahisseurs à se rendre, et Mohammed Thakurufaan (en) est couronné sultan. Le sultanat regagne son indépendance en 1573.

En 1751, Louis de Jaucourt est l'auteur d'un article assez détaillé sur les Maldives dans l'Encyclopédie de Diderot et d'Alembert : 

« [...] Il est certain que le nombre [d'îles] est grand, quoiqu’il diminue tous les jours par les courans & les grandes marées. Le tout même semble n’avoir autrefois formé qu’une seule île, qui a été partagée en plusieurs. La mer y est pacifique, & a peu de profondeur.
Entre ces îles, il y en a beaucoup d’inhabitées, & qui ne sont couvertes que de gros crabes, & d’oiseaux qu’on nomme pinguy. [...]
Le miel, le riz, & plusieurs sortes de racines croissent aux Maldives en abondance. Le coco y est plus commun qu’en aucun lieu du monde, & la banane y est délicieuse.
La religion des Maldivois est celle de Mahomet ; le gouvernement y est monarchique & absolu. »

Bien que des relations commerciales étroites aient été établies avec les Hollandais après qu'ils ont mis la main sur Ceylan, les Maldives restent hors de l'influence des puissances occidentales pendant encore deux siècles, jusqu'à ce que les Britanniques se mettent à craindre que les îles ne tombent sous l'influence d'une autre puissance étrangère comme les Allemands et les Italiens qui développent leurs intérêts sur le littoral oriental de l'Afrique ou les Français sur les îles au large de la côte du sud-est.
En 1867, les îles deviennent un protectorat britannique et dépendent directement de la colonie de Sri Lanka. Les Anglais alimentent à leur profit le souvenir négatif de la courte tentative de colonisation portugaise de manière à se présenter comme une alternative préférable.

## De la décolonisation (1963-1965) au présent
Les révolutions de palais se suivent, les sultans sont renversés plusieurs fois, et une quasi-république est établie en 1953, sans aucune réaction des autorités de protectorat. L'expérience républicaine n'est pas couronnée de succès et en 1954 le sultanat est rétabli.
Le pays connaît une pleine indépendance le 26 juillet 1965 en vertu d'un accord signé avec le Royaume-Uni et le sultan Muhammad Fareed Didi est proclamé roi dans le cadre d'une monarchie constitutionnelle. Les Maldives ont été admises aux Nations unies quelques mois plus tard.

### Présidence d'Ibrahim Nasir
Le pays devient une république dès le 11 novembre 1968 à la suite d'un référendum populaire du 15 mars au cours duquel 93,34 % des participants votèrent en faveur de l'établissement d'une république. Ibrahim Nasir, l'ancien premier ministre, accède à la Présidence. Le roi meurt six mois plus tard. Cependant, le nouveau régime conserve des tendances monarchistes, le nouveau président est d'ailleurs de famille noble et le régime, non seulement continue à respecter le système en place des pairs, mais attribue lui-même des nouveaux pairages.
Par la suite, en revanche, la république devient très anti-monarchiste, à tel point que la recherche historique, qui pourrait établir une légitimité de descendance royale à certains maldiviens, est « fortement découragée ».
Ibrahim Nasir nomme Ahmed Zaki comme nouveau Premier ministre. En 1973, Nasir est réélu pour un second mandat et Zaki est de son côté confirmé au poste de Premier ministre par le Conseil du Peuple. En mars 1975, Zaki a été arrêté à la suite d'un coup d'état sans effusion de sang et a été banni dans un atoll isolé. Les observateurs ont suggéré que Zaki devenait trop populaire et donc une menace à la faction de Nasir. La popularité du gouvernement Nasir souffre également d'un déclin commercial dû au retrait la même année des britanniques de l'Aéroport international de Gan dont ils s'étaient réservés jusque là l'usage.
Le pouvoir autoritaire de Nasir prend fin brusquement en 1978 lorsqu'il s'enfuit à Singapour. Une enquête ultérieure a prétendu qu'il s'était enfui avec des millions de dollars du Trésor public. Cependant, il n'y a eu aucune preuve jusqu'ici et cette accusation passe pour un acte de propagande du nouveau gouvernement dans le but d'obtenir la popularité et le soutien des citoyens.

### Présidence de Maumoon Abdul Gayoom
Maumoon Abdul Gayoom a été élu président des Maldives en 1978 avec 92,96 % des voix (il sera plus tard réélu cinq fois comme candidat unique). L'élection pacifique a été considérée comme marquant le début d'une période de développement économique compte tenu de la priorité accordée par Gayoom au développement des îles les plus pauvres. Malgré tout, il a dû faire face à trois tentatives de coups d'État (en 1980, 1983 et 1988), les dernières ayant pour auteurs les séparatistes tamouls du Sri Lanka (lors de la tentative de coup d'État de 1988 l'Inde vint en renfort avec 1 500 soldats).
Aujourd'hui, l'archipel bénéficie d'une certaine stabilité politique fondée sur le tourisme et l'industrie de la pêche qui sont très importants, mais les Maldives doivent porter un intérêt tout particulier aux problèmes de l'environnement, comme le changement climatique de la planète, qui provoque une élévation inquiétante du niveau des mers, ce qui est alarmant pour cet archipel en raison de la très faible altitude du territoire (quelques mètres).

### Tsunami du 26 décembre 2004
Lors du séisme du 26 décembre 2004 dans l'océan Indien, 187 des environ 200 îles habitées des Maldives, comptant au moment du drame 188 450 habitants et environ 17 000 touristes, ont été au moins partiellement envahies par les eaux, dont 29 % sur plus du tiers de leur surface et 35 % dans leur intégralité. Au total, 57 % de la surface habitée du pays ont été plus ou moins submergés. On a compté 82 morts et 22 disparus, 15 % de la population a été affectée par ce désastre. 12 802 personnes ont dû être déplacés. 3 997 des 29 135 bâtiments du pays, soit 14 % du total, ont été affectés par le tsunami dont 1 850 entièrement détruits. Cet État a perdu près de 60 % de son PNB, qui dépend essentiellement de la pêche et du tourisme. Au mois de mars 2005, 17 îles-hôtels étaient fermées, soit 25 % du potentiel d’accueil (17 618 lits avant le tsunami) et fin 2005, plusieurs établissements n'avaient pas rouvert.

### Instabilité politique
Lors de l'élection présidentielle de 2008, Mohamed Nasheed est élu président de la République et Mohammed Waheed Hassan vice-président. Le 7 février 2012, ce dernier succède au président Nasheed à la suite d’une mutinerie de l’armée et le 15, nomme Mohammed Waheed Deen au poste de vice-président.

## Dirigeants des Maldives

### Dynastie Hilali
- 1388-1397 : Husain Ier
- 1397 : Ibrahim Ier
- 1397-1408 : Husain Ier (restauré)
- 1408-1410 : Nasr ud-Dîn
- 1410-1411 : Hassan II
- 1411 : 'Isa
- 1411-1419 : Ibrahim Ier (restauré)
- 1419-1420 : Usman II
- 1420-1421 : Danna Mohammed
- 1421-1442 : Yusuf II
- 1442 : Abu Bakr Ier
- 1442-1466 : al-Haj Hassan III
- 1466-1467 : Sayyid Mohammed
- 1467-1468 : al-Haj Hassan III (restauré)
- 1468-1479 : al-Haj Mohammed
- 1479-1480 : Hassan IV
- 1480-1484 : Omar II
- 1484-1486 : Hassan V
- 1486-1489 : Hassan IV (restauré)
- 1489-1491 : Hassan VI
- 1491 : Ibrahim II
- 1491 : Hilali Mohammed
- 1491-1492 : Yusuf III
- 1492-1494 : Ali IV
- 1494-1508 : Hilali Kalu Mohammed
- 1508-1510 : Hassan VII
- 1510-1512 : Sayyid Ahmed
- 1512-1513 : Ali V
- 1513-1528 : Hilali Kalu Mohammed (restauré)
- 1528-1548 : Hassan VIII
- 1548-1550 : Mohammed Ibn Omar
- 1550-1552 : Hilali Hassan IX (Emmanuel)
- 1552-1554 : Domination portugaise
- 1554-1556 : Abu Bakr IV
- 1556-1558 : Ali VI
- 1558-1573 : Domination portugaise
- 1558-1573 : Emmanuel (Hilali Hassan IX) (restauré)

### Dynastie Uthimu
- 1573-1584 : Ghazi Mohammed Thakurufa'an Akbar al-'Alam
- 1584-1607 : Ibrahim III.
- 1607-1609 : Kuda Kalu Kamanafa'anu (femme)
- 1609-1620 : Husain II Famuderi
- 1620-1648 : Shuja'at Mohammed 'Imad ud-Dîn Ier

- 1658-1798 : Protectorat hollandais

- 1648-1687 : Ibrahim Iskander Ier
- 1687-1691 : Mohammed I
- 1691-1692 : Muhi ud-Dîn

### Dynastie Hamawi
- 1692 : al-Hamawi Shams ud-Dîn Mohammed

### Dynastie Isidh
- 1692-1700 : Mohammed II
- 1700-1701 : 'Ali
- 1701 : Hassan
- 1701-1705 : Ibrahim Muzhir ud-Dîn

### Dynastie Dhiyamigili
- 1705-1721 : Mohammed 'Imad ud-Dîn II.
- 1721-1749 : Ibrahim Iskander II
- 1749-1754 : Al-Mukarram Mohammed Imad al-Dîn
- 1754-1759 : Vacance du pouvoir

### Dynastie Hura'age
Protectorat britannique de 1887 à 1965
- 1760-1766 : Al-Ghazi Hassan Izz al-Dîn
- 1766-1773 : Al-Ghazi Mohammewd Ghiyas al-Dîn
- 1773-1779 : Mohammed Muiz al-Dîn
- 1779-1798 : Hassan Nur al-Dîn Ier
- 1798-1834 : Muin al-Dîn Iskander
- 1834-1882 : Mohammed Imad al-Dîn IV
- 1882-1900 : Ibrahim Nur al-Dîn
- 1900-1904 : Mohammed Imad al-Dîn V
- 1904-1935 : Mohammed Shams al-Dîn III
- 1935-1945 : Hassan Nur al-Dîn II
- 1945-1952 : Abdul Madjid Didi.

### Première République
- 1er janvier - 2 septembre 1953 : Mohamed Amin Didi
- 2 septembre 1953 - 7 mars 1954 : Ibrahim Mohamed Didi, intérim

### Dynastie Hura'age (restauration)
Indépendance le 26 juillet 1965.
- 7 mars 1954 - 11 novembre 1968 : Muhammad Fareed Didi

### Deuxième République
- 11 novembre 1968 - 11 novembre 1978 : Ibrahim Nasir
- 11 novembre 1978 - 11 novembre 2008 : Maumoon Abdul Gayoom
- 11 novembre 2008 - 7 février 2012 : Mohamed Nasheed
- 7 février 2012 - 17 novembre 2013 : Mohammed Waheed Hassan
- 17 novembre 2013 - 17 novembre 2018 : Abdulla Yameen
- depuis le 17 novembre 2018 : Ibrahim Mohamed Solih

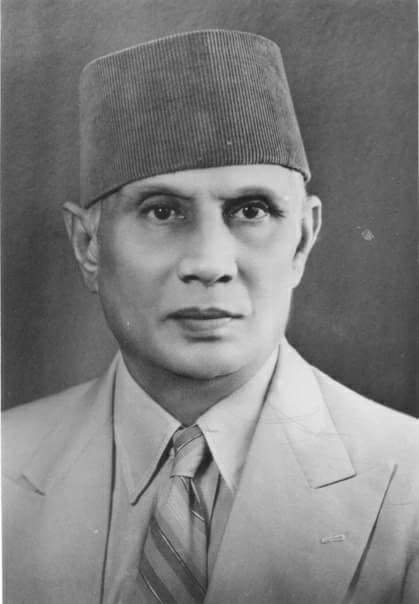
Muhammad Fareed Didi 1953
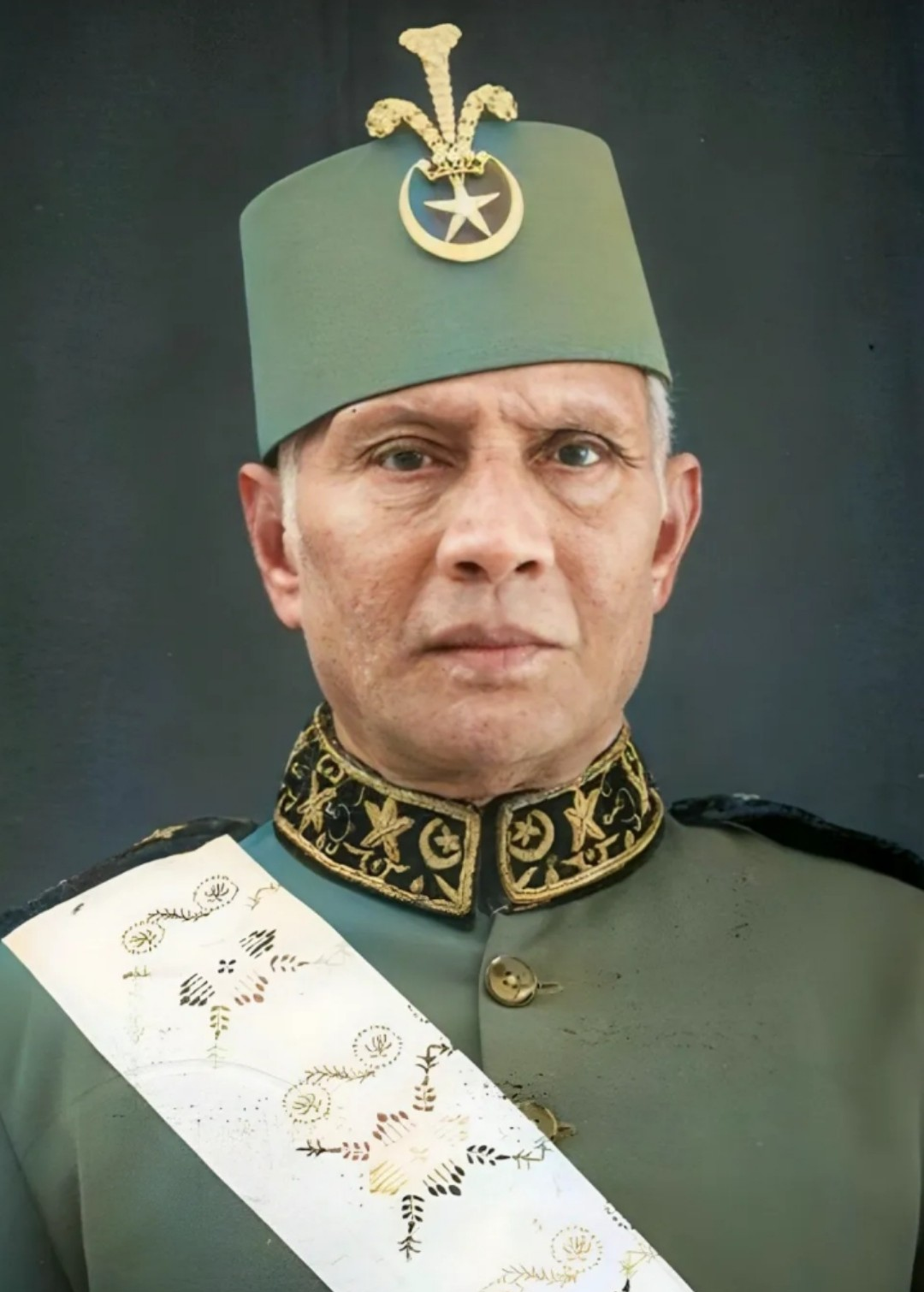
Muhammad Fareed Didi 1954-1968 dernier sultan
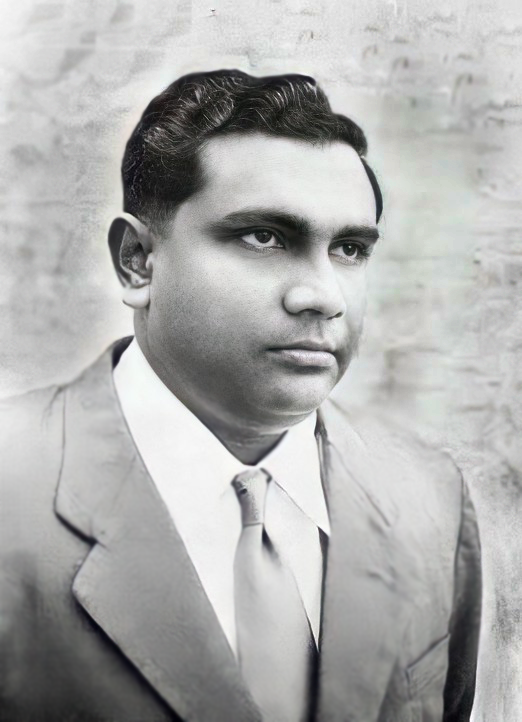
Ibrahim Nasir 1968-1978
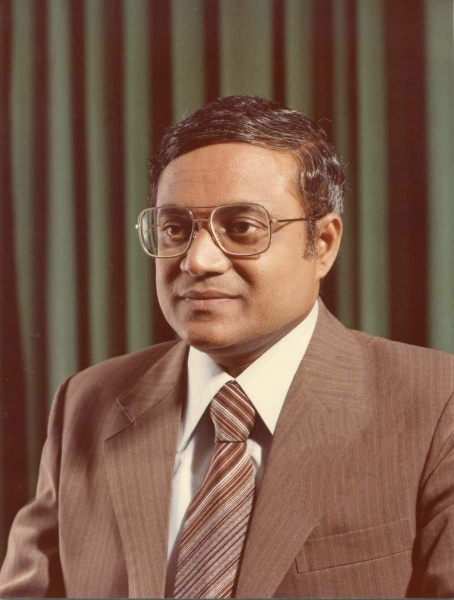
Maumoon Abdul Gayoom 1978-2008
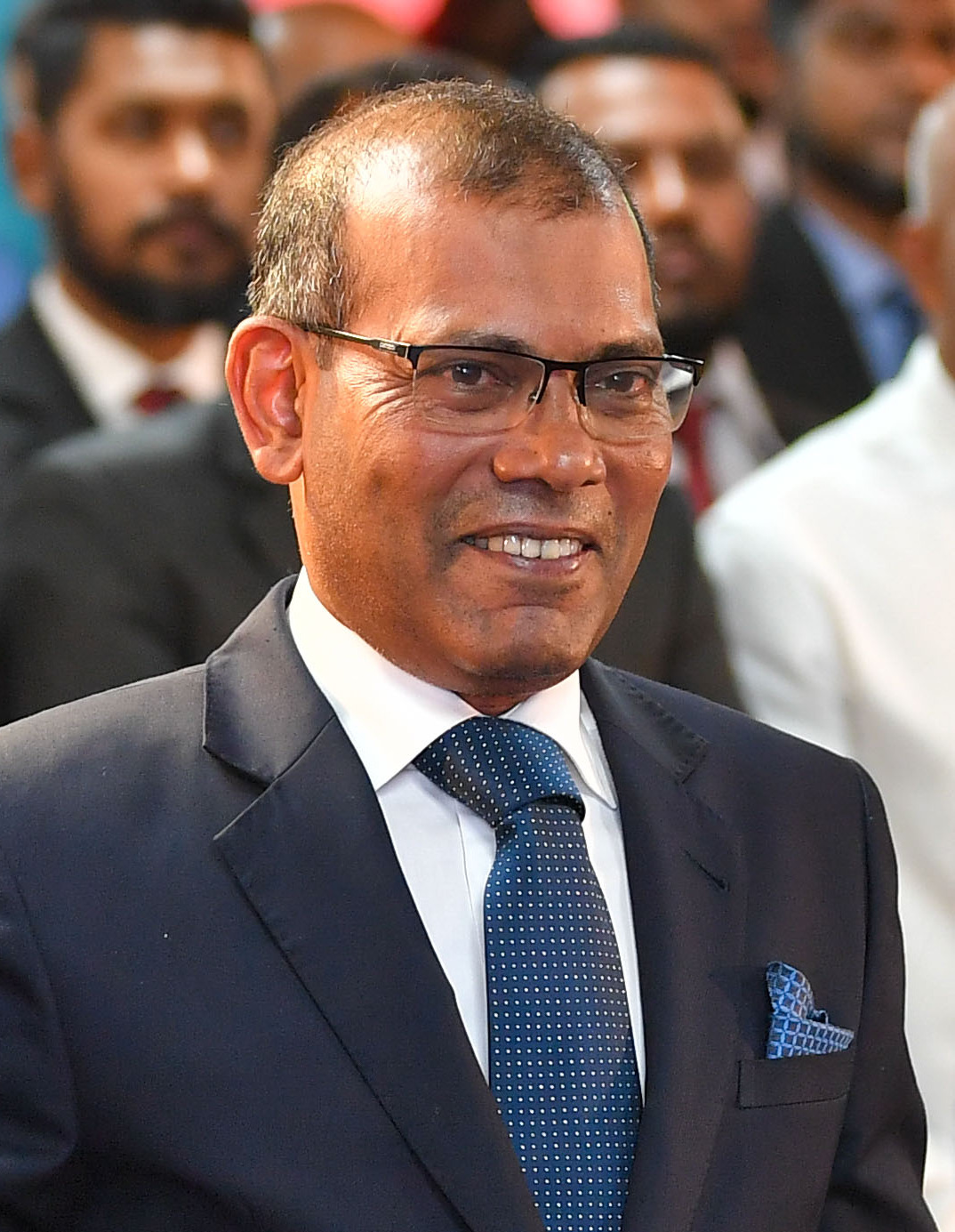
Mohamed Nasheed 2008-2012
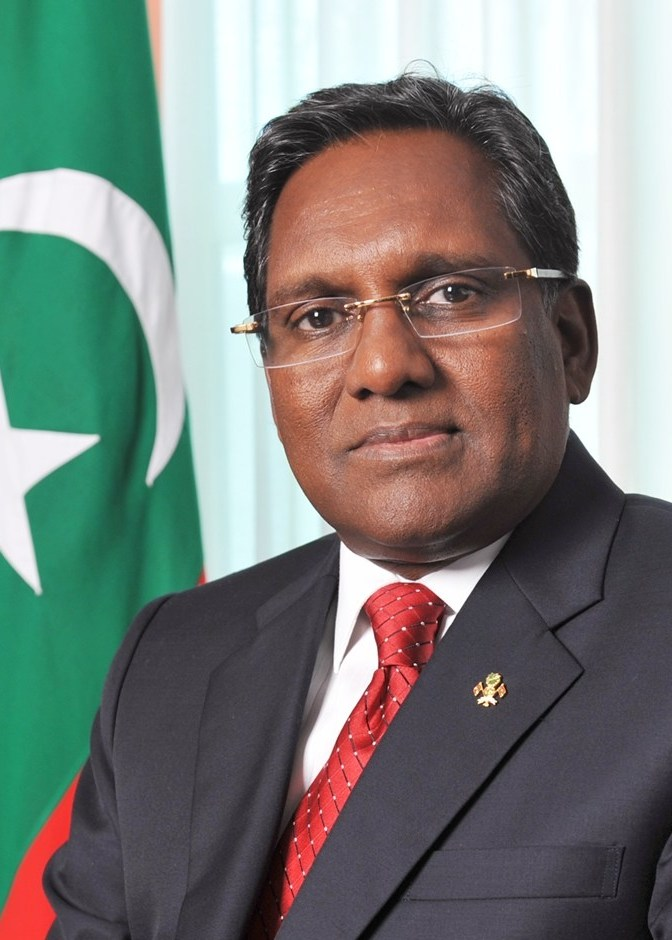
Mohammed Waheed Hassan 2012-2013
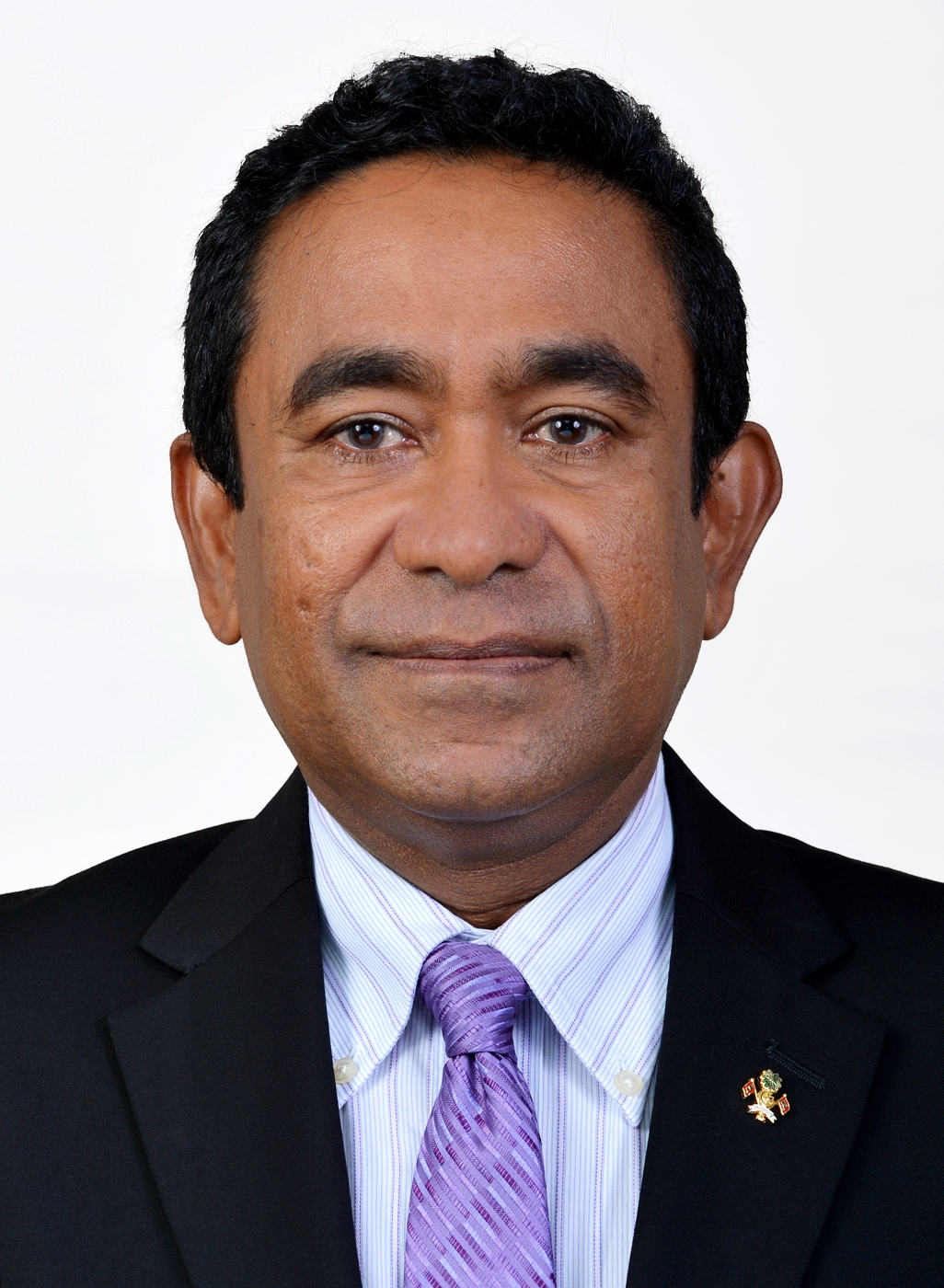
Abdulla Yameen 2013-2018
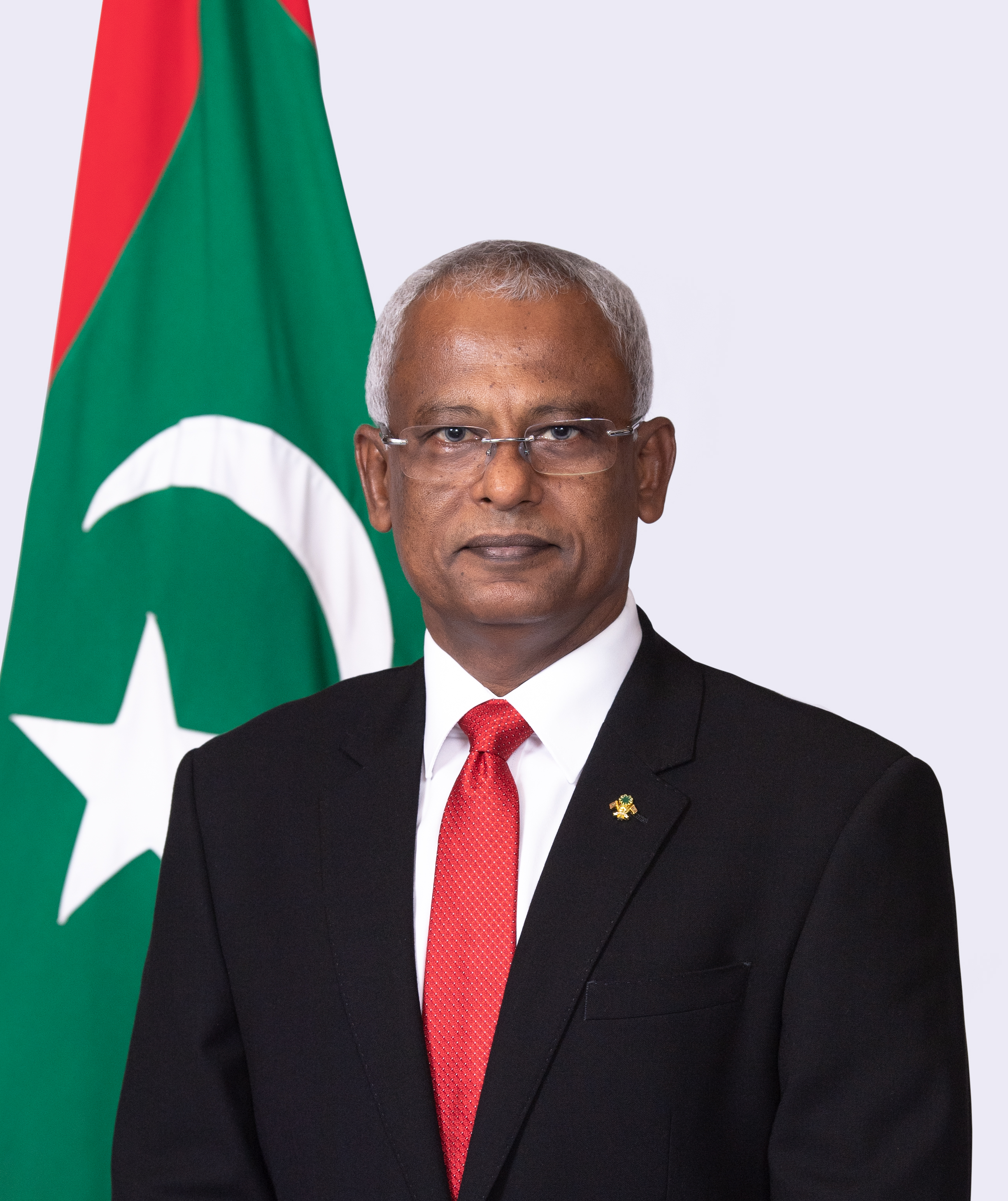
Ibrahim Mohamed Solih 2018-présent

#### 1900
- Liste des dirigeants des Maldives (en)
- République unie Suvadive (en) (1958-1963, Huvadhu)

#### 2000
- Troubles civils aux Maldives en 2003 (en)
- Vendredi noir aux Maldives en 2004 (en)
- Effets du tsunami de 2004 aux Maldives (en)
- Troubles civils aux Maldives en 2005 (en)
- Attentat de Mahé en 2007 (en)
- Élection présidentielle maldivienne de 2008
- Crise politique aux Maldives en 2011-2013 (en)

- Politique aux Maldives, Conseil du peuple (Maldives), Président de la république des Maldives
- Tourisme aux Maldives
- Lakshadweep (Territoire fédéral indien : Îles Laquedives - Îles Amindivi - Minicoy), histoire ancienne des Laquedives